# Hans-Dieter Gelfert
Hans-Dieter Gelfert (* 2. Januar 1937 in Großenborau, Kreis Freystadt, Provinz Niederschlesien) ist ein deutscher Autor und emeritierter Professor der FU Berlin.

## Leben
Gelfert studierte Anglistik, Germanistik und Philosophie in Marburg, Edinburgh, London und Berlin. 1970 wurde er über den Symbolismus bei Charles Dickens promoviert, war dann Mitarbeiter am Institut für Englische Philologie, FU Berlin, bevor er 1975 eine Englisch-Professur an der Pädagogischen Hochschule Berlin erhielt.
1980 wurde er Professor für Englische Literatur und Landeskunde an der FU Berlin.
Seit seiner Emeritierung im Jahr 2000 lebt er als freier Autor und schreibt zu den Themen Komik und Humor, Literaturinterpretation, Kitsch, Ästhetik und vor allem zu den kulturellen Unterschieden zwischen Deutschland und dem englischsprachigen Raum.

## Veröffentlichungen
- Was ist ein gutes Gedicht? Eine Einführung in 33 Schritten. Beck, München 2016
- William Shakespeare in seiner Zeit. Beck, München 2014.
- Charles Dickens der Unnachahmliche. Biographie. Beck, München 2011.
- Edgar Allan Poe: Am Rande des Malstroms. Beck, München 2008.
- Im Reich der Poesie: Fünfzig Englische Gedichte – deutsch/englisch. dtv, München 2008.
- Madam I'm Adam: Eine Kulturgeschichte des englischen Humors. Beck, München 2007.
- Was ist deutsch? Wie die Deutschen wurden, was sie sind. Beck, München 2005. Übers. ins Chinesische 2012.
- Was ist gute Literatur? Wie man gute Bücher von schlechten unterscheidet. Beck, München 2004.
- Englisch mit Aha! Die etwas andere Einführung in die englische Sprache. Beck, München 2003.
- Typisch amerikanisch. Wie die Amerikaner wurden, was sie sind. Beck, München 2002, 4. Aufl. 2012. Übers. ins Koreanische 2003.
- Was ist Kitsch? Vandenhoeck & Ruprecht, Göttingen 2000.
- Shakespeare. Beck, München 2000, 2. Aufl. 2014. Übers. ins Chinesische 2007.
- Hundert englische Gedichte. dtv, München 2000.
- Kleine Kulturgeschichte Großbritanniens. Beck, München 1999. Übers. ins Ungarische 2005.
- Einführung in das Studium: Anglistik/Amerikanistik. Cornelsen, Berlin 1999.
- Im Garten der Kunst – Versuch einer empirischen Ästhetik. Vandenhoeck & Ruprecht, Göttingen 1998.
- Einführung in die Verslehre. Reclam, Stuttgart 1998.
- Max & Monty. Deutscher und englischer Humor im Vergleich. Beck, München 1998. Übers. ins Japanische 2003.
- Kleine Geschichte der englischen Literatur. Beck, München 1997, 2. Aufl. 2005.
- Die Tragödie. Theorie und Geschichte. Vandenhoeck & Ruprecht, Göttingen 1995.
- Typisch Englisch. Wie die Briten wurden, was sie sind. Beck, München 1995, 6. Aufl. 2011.
- Wie interpretiert man einen Roman? Reclam, Stuttgart 1993. Übers. ins Koreanische 2000.
- Wie interpretiert man eine Novelle und eine Kurzgeschichte? Reclam, Stuttgart 1993. Übers. ins Koreanische 2005.
- Wie interpretiert man ein Drama? Reclam, Stuttgart 1992. Übers. ins Koreanische 1998.
- Wie interpretiert man ein Gedicht? Reclam, Stuttgart 1990.
- Die Symbolik im Romanwerk von Charles Dickens. Kohlhammer, Stuttgart 1974.

## Auszeichnungen
- 2012. George F. Kennan Kommentar-Preis 2011
- 1996. German-British Forum Award